# Levone
Levone (en piemontès: Alvon) és un comune (municipi) de la ciutat metropolitana de Torí, a la regió italiana del Piemont, situat a uns 30 quilòmetres al nord-oest de Torí. A 1 de gener de 2019 la seva població era de 442 habitants.
Levone limita amb els següents municipis: Forno Canavese, Rivara, Rocca Canavese i Barbania.